# Зоологический музей Луганского университета
Зоологический музей Луганского университета — учебное, образовательное и научное подразделение Луганского национального университета им. Т. Шевченко.
Музей расположен в одном из учебных корпусов ЛНУ в центре города. Экспозиция и фонды размещены в специально оборудованных комнатах верхнего этажа учебного корпуса № 2, в котором размещены кафедры Факультета естественных наук.

## История музея
Музей создан в период между 1924 и 1936 годами как кабинет зоологии «Донецкого института народного образования». Точная дата создания кабинета неизвестна, поскольку в письменных источниках этот факт не отмечен, а кабинет зоологии формировался постепенно, по мере развития направлений и специальностей.
Однозначные данные касаются 1936 года, когда на работу в пединститут (реорганизация ДИНО в Луганский пединститут произошла 1934 году) прибыл харьковский териолог Иван Сахно. Переезд Сахно состоялся сразу после расформирования в Харькове природного факультета педагогического института, где он работал до того времени. Вместе с ним в Луганск переехала и значительная часть коллекции позвоночных животных (в первую очередь, вся экзотическая часть современной коллекции музея). С того времени и до выхода на пенсию (1969 год) И. Сахно был заведующим кафедры зоологии, в пределах которой в то время продолжал действовать кабинет зоологии. Как отмечают в своей монографии А. Климов и В. Курило, в 1934-38 годах кабинет зоологии был «в числе лучших среди периферийных вузов Украины». Фактически со времени появления в Луганске Ивана Сахно кабинет зоологии стали называть Зоологическим музеем, однако статус музея эта коллекция не имела, и основным её назначением было обеспечение студентов-биологов наглядным материалом для освоения курса зоологии.
В 1972 году естественно-географический факультет, а с ним и музей получили новый учебный корпус (в настоящее время корпус № 2), который был введен в действие в 1973 году. Музей получил просторные площади в новом корпусе и с этого времени начался новый период его существования. Статус музея при этом не изменился, и он остался неструктурным подразделением кафедры зоологии, а позже, после объединения кафедр ботаники и зоологии (в 1997 году) он вошёл в состав вновь созданной кафедры биологии.

## Экспозиция музея
В музее представлена остеологическая коллекция, переданная териологом Александром Кондратенко. Ихтиологическая коллекция Валерия Денщика (около 320 банок), хранившейся без должного ухода в одном из подсобных помещений факультета , в 2009 году по решению руководства факультета и университета была передана в коллекционные фонды Зоологического музея им. М. Щербака ННПМ НАН Украины.
Экспозиция размещена в нескольких смежных помещениях:
- центральный зал — млекопитающие;
- большой коридор — пресмыкающиеся, амфибии, рыбы;
- отдельная большая комната — птицы;
- подвал «галерки» аудитории 551 — беспозвоночные и низшие хордовые.

У музея есть небольшая таксидермическая лаборатория со шкафами для хранения фондов. Есть комната, в которой при необходимости могут работать приезжие специалисты. Специальных помещений для хранения остеологических коллекций, запасников для экспозиций и других фондов у музея нет.

## Конференции
23 ноября 2012 в Зоологическом музее проведена конференция «День зоологического музея», посвященная 40-летию создания новой экспозиции музея (во II корпусе ЛНУ). Конференция собрала более 50 участников, в том числе большинство бывших сотрудников музея и кафедры зоологии, которая существовала в 1936—1996 годах. По итогам работы этой конференции был издан сборник научных трудов «Зоологические коллекции и музеи».